# Gladina
Gladina je hrvatsko prezime, a potječe iz Bračevića kod Muća.
Gladine se na mućkom podrućju pojavljuju u mletačkom zemljišniku iz 1711. godine, u Bračeviću, s dužim oblikom prezimena: Gladinić. Jedna obitelj s kraćim oblikom prezimena, kojoj je domaćin Ante Gladina, zabilježena je i u austrijskom zemljišniku iz 1835. godine.
Popis stanovništva 1948. godine navodi tri obitelji s prezimenom Gladina.
Od 1997. g. u Bračeviću ne živi nitko od Gladina, zadnja obitelj je tada odselila u Split kod sina, gdje su i živjeli do smrti. 
Gladine se raseljavaju i na šibensko područje, a njihovi potomci danas žive u Dubravi.
Imenica glad je bila motiv za nastanak više prezimema na šibenskom području, kao što su primjerice:
- Gladić (1698. godine u Šibeniku je zabilježena Ellena);
- Gladiglava (Radoslauus, prenomine Gladiglaua, condam Obradi de Sebenico, 1386. godine);
- Gladikosa (Šibenik, 14. stoljeće);
- Gladimerović (Gladimerouich, Šibenik 16 stoljeće);
- Gladimirović (Gladimirouich Stefanus, Šibenik 1585);
- Gladović (Bribir, Rogoznica, Varivode).